# Anvik (Alasca)
Anvik é uma cidade localizada no estado americano de Alasca, no Distrito de Yukon-Koyukuk.

## Demografia
Segundo o censo americano de 2000, a sua população era de 104 habitantes. 
Em 2006, foi estimada uma população de 94, um decréscimo de 10 (-9.6%).

## Geografia
De acordo com o United States Census Bureau, a localidade tem uma área de 30,9 km², dos quais 24,6 km² cobertos por terra e 6,3 km² cobertos por água.

## Localidades na vizinhança
O diagrama seguinte representa as localidades num raio de 104 km ao redor de Anvik. 